# Staurogyne capillipes
Staurogyne capillipes är en akantusväxtart som beskrevs av Cornelis Eliza Bertus Bremekamp. Staurogyne capillipes ingår i släktet Staurogyne och familjen akantusväxter. Inga underarter finns listade i Catalogue of Life.